# Zimbabwe Premier Soccer League
Zimbabwe Premier Soccer League – ligowe rozgrywki klubowe w piłce nożnej w Zimbabwe. 

## Historia
Liga została założona w 1962 roku jako Rhodesia National Football League. Jej pierwszym mistrzem został zespół Bulawayo Rovers. Jednak były to rozgrywki republice pod nazwą Rodezja, która znajdowała się pod zwierzchnictwem Wielkiej Brytanii. W 1980 uznana została oficjalnie niepodległość tego kraju, który również zmienił nazwę na Zimbabwe. W związku z tym zmieniono nazwę rozgrywek na Premier Soccer League. Pierwszym mistrzem nowej ligi był zespół Dynamos Harare. Jest on też najbardziej utytułowanym klubem tego kraju. Zdobywał on mistrzostwo Zimbabwe 16 razy. W 1993 ponownie zmieniono nazwę ligi, tym razem na Zimbabwe Premier Soccer League.

## Mistrzowie
Opracowano na podst. materiału źródłowego, stan na dzień 20 lipca 2022 roku

### Mistrzowie kolonialni
| - 1962: Bulawayo Rovers - 1963: St Pauls Salisbury - 1964: Bulawayo Rovers - 1965: St Pauls Salisbury - 1966: St Pauls Salisbury - 1967: State House Tornados - 1968: Bulawayo Sables - 1969: Bulawayo Sables - 1970: Dynamos Harare |  | - 1971: Arcadia United - 1972: Salisbury Sables - 1973: Metal Box FC - 1974: Salisbury Sables - 1975: Chibuku Shumba - 1976: Dynamos Harare - 1977: Zimbabwe Saints - 1978: Dynamos Harare - 1979: CAPS United Harare |

### Mistrzowie niepodległego Zimbabwe
| - 1980: Dynamos Harare - 1981: Dynamos Harare - 1982: Dynamos Harare - 1983: Dynamos Harare - 1984: Black Rhinos FC - 1985: Dynamos Harare - 1986: Dynamos Harare - 1987: Black Rhinos FC - 1988: Zimbabwe Saints - 1989: Dynamos Harare - 1990: Highlanders Bulawayo - 1991: Dynamos Harare - 1992: Black Aces - 1993: Highlanders Bulawayo - 1994: Dynamos Harare - 1995: Dynamos Harare - 1996: CAPS United Harare - 1997: Dynamos Harare - 1998: nie rozgrywano - 1999: Highlanders Bulawayo - 2000: Highlanders Bulawayo |  | - 2001: Highlanders Bulawayo - 2002: Highlanders Bulawayo - 2003: AmaZulu Bulawayo - 2004: CAPS United Harare - 2005: CAPS United Harare - 2006: Highlanders Bulawayo - 2007: Dynamos Harare - 2008: Monomotapa United - 2009: Gunners Harare - 2010: Motor Action FC - 2011: Dynamos Harare - 2012: Dynamos Harare - 2013: Dynamos Harare - 2014: Dynamos Harare - 2015: Chicken Inn - 2016: CAPS United - 2017: FC Platinum - 2018: FC Platinum - 2019: FC Platinum - 2020: sezon odwołany w związku z pandemią COVID-19 - 2021/2022: wydarzenie przyszłe |

## Tytuły mistrzowskie według klubu
Tytuły mistrzowskie są liczone od kiedy uznano niepodległość Zimbabwe.
| L.p. | Klub                 | Ilość tytułów | Ostatni tytuł |
| ---- | -------------------- | ------------- | ------------- |
| 1    | Dynamos Harare       | 16            | 2014          |
| 2    | Highlanders Bulawayo | 7             | 2006          |
| 3    | CAPS United Harare   | 4             | 2016          |
| 4    | FC Platinum          | 3             | 2019          |
| 5    | Black Rhinos FC      | 2             | 1987          |
| 5    | Zimbabwe Saints      | 1             | 1988          |
| 5    | Black Aces           | 1             | 1992          |
| 5    | AmaZulu Bulawayo     | 1             | 2003          |
| 5    | Monomotapa United    | 1             | 2008          |
| 5    | Gunners Harare       | 1             | 2009          |
| 5    | Moto Action FC       | 1             | 2010          |